# Фантам, Элейн
Розамунд Элейн Фантам (Rosamund Elaine Fantham; 25 мая 1933, Ливерпуль, Англия - 11 июля 2016, Торонто, Канада) - британо-канадский филолог-классик, латинист, антиковед.
Доктор философии (1965), эмерит-профессор Принстона, прежде профессор Торонтского университета.

## Биография
В Оксфордском университете получила степени бакалавра Literae humaniores с отличием (1954) и бакалавра литературы и магистра (1957). В 1965 году в Ливерпульском университете получила степень доктора философии, с диссертацией, посвящённой плавтовской комедии «Куркулион».
Работала в шотландском Сент-Эндрюсском университете (1965-1966, ассистент-лектор), Индианском университете в Блумингтоне (1966-1968, приглашённый лектор), Торонтском университете (в 1968-1978 годах ассистент- и ассоциированный профессор, в 1978-1986 годах профессор), в 1986-2000 годах состояла именным профессором (Giger Professor) латыни Принстона, в 1989-1993 годах заведующая его кафедрой классики, в 2000 году ушла в отставку, однако продолжала преподавать до 2009 года (в 2000-2008 годах на кафедре классики Тринити-колледжа Торонтского университета).
В 1982-1984 годах вице-президент и в 2001-2006 годах почётный президент Classical Association of Canada, отмечена CAC Award of Merit (2015).
В 2004 году президент American Philological Association, которого в 2009 г. отмечена Distinguished Service Medal. Почётный фелло Тринити-колледжа Торонтского университета (2012).
Также владела итальянским, немецким и французским языками.
Автор многих работ, 17 книг. Первая книга - Comparative Studies in Republican Latin Literature (Toronto, 1972). Ассоциированный шеф-редактор семитомника Oxford Encyclopedia of Ancient Greece and Rome (2010). Остались сын и дочь, внуки, её супруг Питер Фантам (ум. 1992) был математиком.